# Somma di potenze di interi successivi

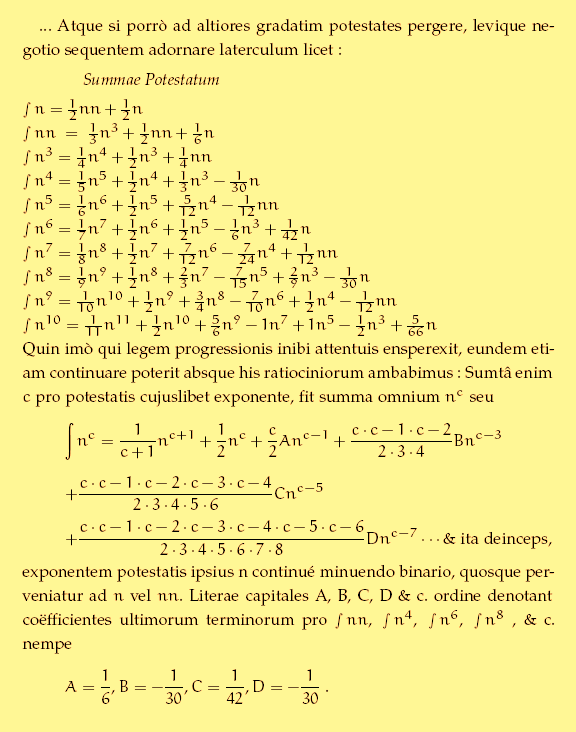
Jakob Bernoulli, Summae Potestatum, 1713

Un problema enumerativo di grande interesse riguarda la valutazione delle somme delle potenze di interi successivi
{\displaystyle \sum _{k=1}^{n}k^{m}=1^{m}+2^{m}+\cdots +n^{m},}
dove {\displaystyle m} e {\displaystyle n} denotano numeri interi positivi.

## Generalità
Si osserva che la precedente espressione definisce una successione a due indici interi a valori interi positivi, cioè una funzione dell'insieme
{\displaystyle \left\{\mathbb {Z_{+}} \times \mathbb {Z_{+}} ~\mapsto ~\mathbb {Z_{+}} \right\}.}
Si dimostra facilmente in vari modi (vedi Numero triangolare) che
{\displaystyle \sum _{k=1}^{n}k={{n(n+1)} \over 2}.}
Risulta abbastanza agevole anche trovare che
{\displaystyle \sum _{k=1}^{n}k^{2}={{n(n+1)(2n+1)} \over 6}}
{\displaystyle \sum _{k=1}^{n}k^{3}={{n^{2}(n+1)^{2}} \over 4}.}
Queste due formule si dimostrano senza difficoltà per induzione; la seconda è il teorema di Nicomaco.
Si osserva che la somma delle potenze {\displaystyle m}-esime dei primi {\displaystyle n} interi positivi è data da un polinomio di grado {\displaystyle m+1} nella {\displaystyle n} a coefficienti razionali. In effetti Carl Jacobi nel 1834 ha dimostrato che questa proprietà vale per tutti gli interi positivi.
Si osserva anche che, soprattutto se {\displaystyle n} è elevato, la valutazione delle somme effettuata mediante il calcolo di questi polinomi è molto più agevole della valutazione effettuata servendosi direttamente della definizione.
È quindi utile conoscere le espressioni dei polinomi relativi ai successivi valori {\displaystyle m} degli esponenti.
Le espressioni per i successivi valori di {\displaystyle m} furono individuate da Johann Faulhaber e pubblicate nel 1631 e una espressione generale, conosciuta come formula di Faulhaber è stata dimostrata da Jacobi.
{\displaystyle \sum _{k=1}^{n}k^{m}={1 \over (m+1)}\sum _{k=0}^{m}(-1)^{k}{{m+1} \choose k}B_{k}n^{m+1-k},}
dove {\displaystyle B_{n}} indica l'{\displaystyle n}-esimo numero di Bernoulli.
La tavola delle espressioni polinomiali prosegue per {\displaystyle m=4,5,\ldots ,10} nel seguente modo:
{\displaystyle \sum _{k=1}^{n}k^{4}={1 \over 30}(6n^{5}+15n^{4}+10n^{3}-n),}
{\displaystyle \sum _{k=1}^{n}k^{5}={1 \over 12}(2n^{6}+6n^{5}+5n^{4}-n^{2}),}
{\displaystyle \sum _{k=1}^{n}k^{6}={1 \over 42}(6n^{7}+21n^{6}+21n^{5}-7n^{3}+n),}
{\displaystyle \sum _{k=1}^{n}k^{7}={1 \over 24}(3n^{8}+12n^{7}+14n^{6}-7n^{4}+2n^{2}),}
{\displaystyle \sum _{k=1}^{n}k^{8}={1 \over 90}(10n^{9}+45n^{8}+60n^{7}-42n^{5}+20n^{3}-3n),}
{\displaystyle \sum _{k=1}^{n}k^{9}={1 \over 20}(2n^{10}+10n^{9}+15n^{8}-14n^{6}+10n^{4}-3n^{2}),}
{\displaystyle \sum _{k=1}^{n}k^{10}={1 \over 66}(6n^{11}+33n^{10}+55n^{9}-66n^{7}+66n^{5}-33n^{3}+5n).}
I polinomi che si ottengono hanno come fattori {\displaystyle n(n+1)(n+1/2)} per {\displaystyle m\geq 2} pari, o {\displaystyle n^{2}(n+1)^{2}} per {\displaystyle m\geq 3} dispari; inoltre sono simmetrici o antisimmetrici rispetto a {\displaystyle n=-1/2}, nel senso che se si sostituisce {\displaystyle -n-1} a {\displaystyle n}, si ottiene lo stesso polinomio se {\displaystyle m} è dispari o il polinomio opposto se {\displaystyle m} è pari.

## Connessione con il triangolo di Tartaglia
Se si riportano, ordinati per grado crescente, su una matrice quadrata, i coefficienti dei polinomi esprimenti la somma di potenze, visti precedentemente, si ottiene la seguente matrice triangolare di ordine 11: 
{\displaystyle M={\begin{pmatrix}1&0&0&0&0&0&0&0&0&0\\{1 \over 2}&{1 \over 2}&0&0&0&0&0&0&0&0&0\\{1 \over 6}&{1 \over 2}&{1 \over 3}&0&0&0&0&0&0&0&0\\0&{1 \over 4}&{1 \over 2}&{1 \over 4}&0&0&0&0&0&0&0\\-{1 \over 30}&0&{1 \over 3}&{1 \over 2}&{1 \over 5}&0&0&0&0&0&0\\0&-{1 \over 12}&0&{5 \over 12}&{1 \over 2}&{1 \over 6}&0&0&0&0&0\\{1 \over 42}&0&-{1 \over 6}&0&{1 \over 2}&{1 \over 2}&{1 \over 7}&0&0&0&0\\0&{1 \over 12}&0&-{7 \over 24}&0&{7 \over 12}&{1 \over 2}&{1 \over 8}&0&0&0\\-{1 \over 30}&0&{2 \over 9}&0&-{7 \over 15}&0&{2 \over 3}&{1 \over 2}&{1 \over 9}&0&0\\0&-{3 \over 20}&0&{1 \over 2}&0&-{7 \over 10}&0&{3 \over 4}&{1 \over 2}&{1 \over 10}&0\\{5 \over 66}&0&-{1 \over 2}&0&1&0&-1&0&{5 \over 6}&{1 \over 2}&{1 \over 11}\\\end{pmatrix}}}
Come Giorgio Pietrocola ha scoperto (o forse riscoperto) e dimostrato in generale, la sua matrice inversa è facilmente ottenibile dal triangolo di Tartaglia alternando i segni e azzerando l'ultimo valore di ogni riga:
{\displaystyle M^{-1}={\begin{pmatrix}1&0&0&0&0&0&0&0&0&0&0\\-1&2&0&0&0&0&0&0&0&0&0\\1&-3&3&0&0&0&0&0&0&0&0\\-1&4&-6&4&0&0&0&0&0&0&0\\1&-5&10&-10&5&0&0&0&0&0&0\\-1&6&-15&20&-15&6&0&0&0&0&0\\1&-7&21&-35&35&-21&7&0&0&0&0\\-1&8&-28&56&-70&56&-28&8&0&0&0\\1&-9&36&-84&126&-126&84&-36&9&0&0\\-1&10&-45&120&-210&252&-210&120&-45&10&0\\1&-11&55&-165&330&-462&462&-330&165&-55&11\\\end{pmatrix}}}
Dunque, viceversa, invertendo questa ultima matrice facilmente ricavabile dal noto triangolo si ottiene la matrice dei coefficienti polinomiali e quindi anche, nella prima colonna, i numeri di Bernoulli.